# Samux (raion)

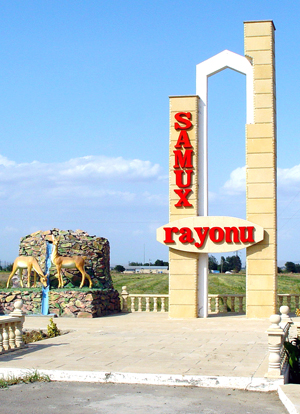
Panneau routier à l'entrée du district de Samukh

Samux est un raion de l'Azerbaïdjan.